# Route nationale M1 (Monténégro)
Pour les articles homonymes, voir M1.
La route nationale M1 (en monténégrin:Magistralni put M-1) est une route nationale du Monténégro.

## Description
L'autoroute M1 longe toute la côte du Monténégro, depuis sa frontière occidentale avec la Croatie jusqu'à sa frontière orientale avec l'Albanie.
Elle traverse toutes les villes côtières du Monténégro (Herceg Novi, Kotor, Budva, Bar, Ulcinj).
Elle est le point de départ de toutes les routes qui partent du littoral et se dirigent vers le nord comme la M1.1, la M2, la M8 et la M12 et elle croise la M11 dans la baie de Boka.
L'autoroute M-1 fait partie du réseau de routes européennes E65 et E80 de la frontière avec la Croatie à Sutomore ainsi que la E851 allant de Sutomore à la frontière avec l'Albanie.
Elle est la partie monténégrine de la route nationale D8 (de).

## Tracé
| Km     | Villes                  | Carte interactive |
| ------ | ----------------------- | ----------------- |
| 0 km   | Debeli Brijeg Frontière |                   |
| 11 km  | Meljine                 |                   |
| 23 km  | Kamenari                |                   |
| 34 km  | Risan                   |                   |
| 53 km  | Kotor                   |                   |
| 56 km  | Radanovići              |                   |
| 76 km  | Budva                   |                   |
| 91 km  | Petrovac na Moru        |                   |
| 113 km | Bar                     |                   |
| 138 km | Ulcinj                  |                   |
| 163 km | Sukobin Frontière       |                   |